# کیومرث صابری فومنی
کیومرث صابریِ فومنی (۷ شهریور ۱۳۲۰ – ۱۱ اردیبهشت ۱۳۸۳) ناموَر به گُل‌آقا، پایه‌گذارِ هفته‌نامه گل‌آقا و مؤسسهٔ گُل‌آقا، نویسنده، طنزنویس و معلم ایرانی بود.
او با کار خود، میزان تحمل مسئولان حکومتی ایرانِ پس از انقلاب را تا حدّی بالا برد، به‌گونه‌ای که اگر طنزِ او فقط گزنده بود تا این اندازه تأثیرگذار نمی‌بود.

## تولد
وی در صومعه‌سرا که در آن زمان از توابع شهرستان فومنات به‌شمار می‌رفت در شمال ایران به دنیا آمد. تولد وی هم‌زمان با هجوم نیروهای اتحاد جماهیر شوروی به ایران در خلال جنگ جهانی دوم بود. پدرش اهل رشت و کارمند وزارت دارایی بود در سال ۱۳۲۱ از ادارهٔ دارایی صومعه‌سرا به اداره داراییِ فومن منتقل شد و چند ماه بعد در همان شهر درگذشت.

## فعالیت‌های پیش از انقلاب ۱۳۵۷
او از دانشگاه تهران فوق لیسانس ادبیات تطبیقی داشت و به معلمی زبان و ادبیات فارسی در دبیرستان‌های تهران از جمله دبیرستان صفوی و دبیرستان دکتر هشترودی مشغول بود. هم‌زمان در مجله توفیق فعالیت می‌کرد و معاونت سردبیری این مجله را بر عهده داشت که با توقیف شدن توفیق فعالیت وی نیز در آن نشریه به پایان رسید.

## پس از انقلاب
صابری پس از انقلاب ۱۳۵۷ در دولت موقت مهدی بازرگان به عنوان مدیر کل بازرگانی وزارت آموزش و پرورش مشغول به کار شد و با تشکیل اولین دولت، به عنوان مشاور فرهنگی نخست‌وزیر محمدعلی رجایی به کار مشغول شد.

## هفته‌نامهٔ گل‌آقا
پس از گذشت شش سال از نوشتن یادداشت‌های دو کلمه حرف حساب، صابری تصمیم گرفت که اولین هفته‌نامهٔ طنز پس از انقلاب را منتشر سازد. وی با هدف تیراژ صد هزار نسخه، در ۱ آبان سال ۱۳۶۹ اولین نسخهٔ هفته‌نامهٔ گل‌آقا را به قیمت ۱۵ تومان منتشر کرد که با نایاب شدن نسخه‌های اولیه مجبور به تجدید چاپ شد.همزمان با این مجله نشریه دیگری به نام طنز و کاریکاتور وچند مجله دیگر هم منتشر می شدند اما با وجود اینکه این مجلات نیز طنزهای خوبی داشتند ولی ذهن مردم در ان زمان تشنه طنز سیاسی بود که گل اقا در ان موفق عمل میکرد.
از همکاران او می‌توان از محمد حاجی حسینی، مرتضی فرجیان، محمدعلی گویا، مرتضی ناطقیان (معتضدی)، سید ابراهیم نبوی، محمدرفیع ضیایی، احمد عربانی، ناصر پاک‌شیر، نیک‌آهنگ کوثر، منوچهر احترامی، ابوالفضل زرویی نصرآباد، رضا رفیع و بزرگمهر حسین‌پور نام برد.
هفته‌نامهٔ «گل‌آقا» به مدیریت کیومرث صابری فومنی طی دهه‌های ۱۳۷۰ و ۸۰ با زبان طنز و کاریکاتور به نقد فضای سیاسی و اجتماعی کشور می‌پرداخت. این نشریه با این شعار منتشر می‌شد:
| خنده‌رو هر که نیست از ما نیست |  | اخم در چنتهٔ گل آقا نیست |

هفته‌نامه گل‌آقا، مدیران دولت‌های هاشمی رفسنجانی [و در اواخر دورهٔ فعالیت خود، دولت خاتمی] را به عنوان سوژه‌هایی همیشگی در طنزهای تصویری روی جلدش مد نظر داشت. طنزهایی که با زبانی ساده، نقدهایی جدی را به سیاست‌های داخلی و خارجی دولت مطرح می‌کرد.
فعالیت‌های گل‌آقا منحصر به هفته‌نامه باقی نماند. ماهنامهٔ گل‌آقا، سالنامهٔ گل‌آقا، هفته‌نامهٔ «بچه‌ها… گل‌آقا»، انتشارات گل‌آقا برای انتشار کتب طنز و کاریکاتور از دیگر فعالیت‌های کیومرث صابری بود.

## پایان کار هفته‌نامه
در ۲ آبان سال ۱۳۸۱ و در دوازدهمین سالگرد انتشار هفته‌نامهٔ گل‌آقا، هم‌زمان با چاپ ۵۴۸مین شماره، گل‌آقا تصمیم به تعطیلی هفته‌نامه به دلایلی نامعلوم گرفت و با چاپ سرمقالهٔ شمارهٔ ۵۴۸ که این بار در آن نه شاغلام و غضنفری بود و نه گل‌آقایی، با نام صابری از تصمیم خود برای پایان کار هفته‌نامه خبر داد.

## مؤسسهٔ گل‌آقا

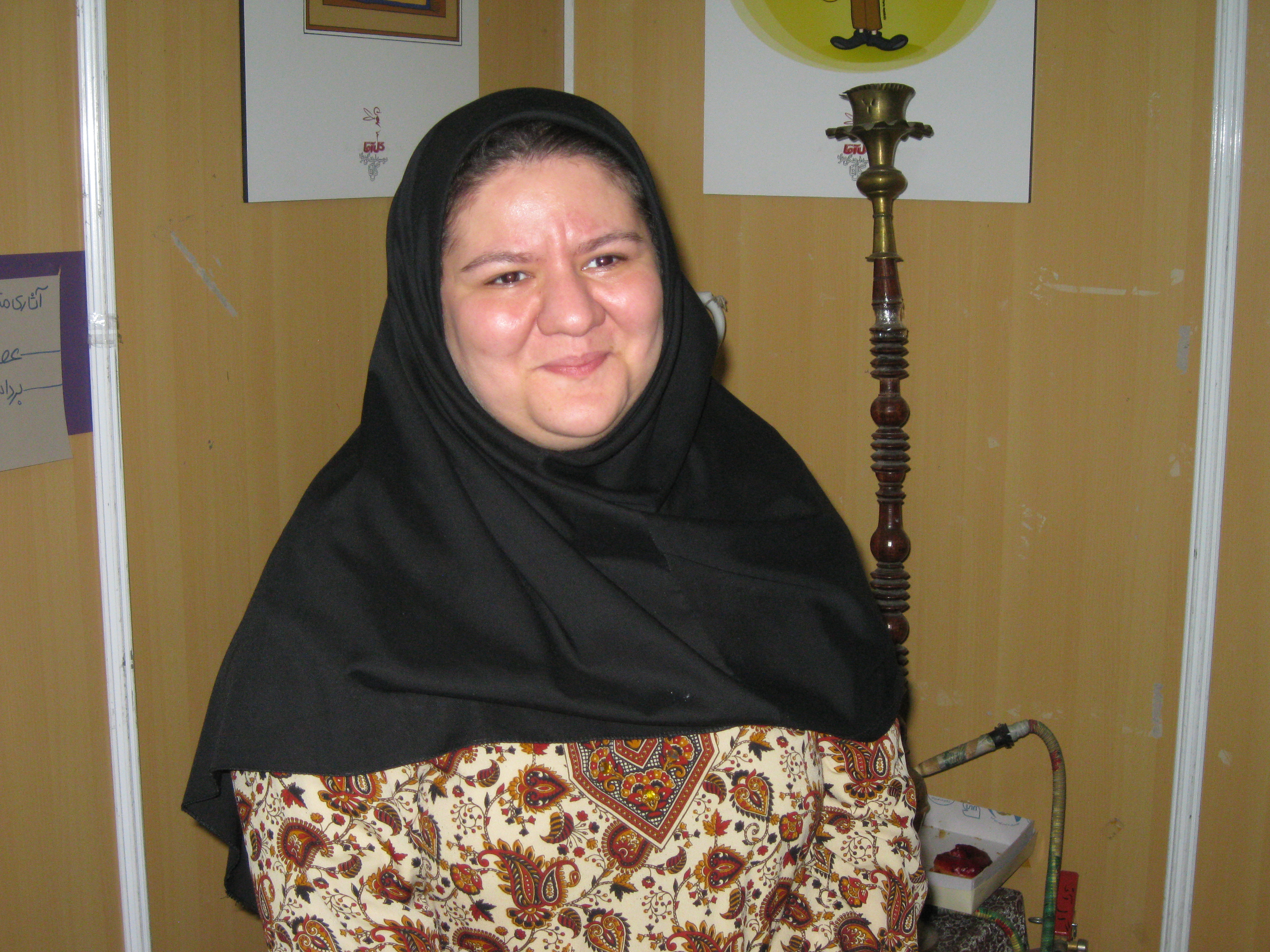
پوپک صابری فومنی در نمایشگاه کتاب تهران

مؤسسهٔ گل‌آقا از مؤسسات بنیان‌گذاری شده توسط صابری است که با نشر هفته‌نامهٔ بچه‌ها گل‌آقا ماهنامه و سالنامهٔ گل‌آقا و نشر کتبی دربارهٔ طنز به کار خود ادامه می‌داد. در تاریخ ۳ دی ۱۳۸۷ دختر وی، پوپک صابری فومنی، مدیر مسئول هفته‌نامهٔ گل‌آقا اعلام کرد که این هفته‌نامه تا اطلاع ثانوی دیگر منتشر نخواهد شد و مؤسسه نیمه‌تعطیل است. فعالیت‌های مؤسسهٔ گل‌آقا محدود به تولید انیمیشن و همچنین به‌روزرسانی وبگاه گل‌آقا است.

## درگذشت
کیومرث صابری فومنی پس از دوره‌ای تحمل بیماری سرطان خون، ۱۱ اردیبهشت سال ۱۳۸۳ در بیمارستان مهر تهران درگذشت.

## میراث ادبی
سید ابراهیم نبوی دربارهٔ صابری فومنی می‌نویسد: «نوشته‌های صابری جز این‌که بر افکار عمومی اثر می‌گذاشت، مستقیماً بر مسئولان کشور اثر می‌کرد و برخی رفتارهای نادرست را اصلاح می‌کرد. در آن دوران صابری توانست مستقیماً با افکار عمومی و به‌خصوص طبقهٔ متوسط ارتباط برقرار کند.» همچنین به نوشتهٔ روزنامه همشهری: «اولین دو کلمه حرف حساب گل‌آقا، ۲۳ دی ماه ۱۳۶۳ در روزنامهٔ اطلاعات به چاپ رسید. طنز سیاسی که تقریباً از سال ۱۳۵۹ به این سو تعطیل شده بود، با شکل‌گیری این ستون طنز، دوباره به بار نشست و جان تازه‌ای گرفت.»

## فیلم مستند
عاطفه تلقانی تهیه کننده و کارگردان با تولید مستند «راز گل‌آقا» طی سال‌های ۱۳۹۰ تا ۱۳۹۲ به واکاوی زندگی حرفه‌ای کیومرث صابری فومنی پرداخت. در این فیلم مستند، کاریکاتوریست‌های مجلهٔ گل‌آقا از جمله احمد عربانی خالق کاراکتر معروف «شاغلام»، جلال رفیع برادر ارشد رضا رفیع و احمد مسجدجامعی (وزیر دولت اصلاحات) به بیان خاطرات خود پرداخته‌اند. در این مستند یکی از اشعار رضا رفیع آخرین سردبیر مجلهٔ گل‌آقا که در سوگ وی سروده بود، به ترانه درآمده‌است.
مستند «راز گل‌آقا» شنبه ۳۱ فروردین ۱۳۹۲ در تالار وحدت اکران شد. خانوادهٔ صابری و نیز مؤسسهٔ گل‌آقا به ساخت این مستند اعتراض کردند. عاطفه تلقانی کارگردان مستند «راز گل‌آقا» که معتقد بود معترضان پیش از تماشای مستند به داوری پرداخته‌اند این فیلم را برای پخش در اختیار شبکهٔ چهار تلویزیون قرار داد. پوپک فرزند صابری این مستند را «جناحی» دانست و گفت: «این مستند معرف گل‌آقا که نیست هیچ، راز گل‌آقا که قطعاً نیست. آقای صابری طنزنویس سیاسی بود و نمی‌توان این دو را از هم تفکیک کرد که بگوییم طنزنویس بود و سیاسی نبود. 
لینک مستند «راز گل آقا» https://telewebion.com/episode/0x287beaf این دو مسئله در تمام سال‌های انتشار گل‌آقا با هم گره خورده بود و اکنون نمی‌توان این‌ها را از هم جدا کرد یا تکه‌ای از آن را که مد نظرمان است جدا و نمایان کنیم. نمی‌توانیم پیشینهٔ آقای صابری را برش بزنیم و آن بخشی را که نیاز داریم بگذاریم و بقیه‌اش را رها کنیم.» اواخر سال ۱۳۹۲ عاطفه تلقانی به سفارش شبکهٔ آموزش مستندی با نام «پرونده‌سازی گل‌آقا» برای پخش در شب سال نو تهیه و تولید کرد. در این مستند اشخاصی از جمله محمدعلی نجفی، بیژن زنگنه، علی اکبر ولایتی،محمد غرضی،علی ربیعی و چند تن دیگر از وزرای وقت (دولت‌های سازندگی و اصلاحات) که روزگاری شخصیت‌های کاریکاتورهای مجلهٔ گل‌آقا بودند، نقطه نظرات خود را دربارهٔ مجله گل‌آقا و شخصیت کیومرث صابری بازگو کرده‌اند.
مستند «تا گل‌آقا شدن» سومین اثر عاطفه تلقانی دربارهٔ بنیان‌گذار طنز مطبوعاتی پس از انقلاب، ۱۱ اردیبهشت ۱۴۰۲ از شبکهٔ تلویزیونی خبر پخش شد. در مستند «تا گل‌آقا شدن» از مصطفی میرسلیم به عنوان شخصی که باعث شد، کیومرث صابری از نهاد ریاست‌جمهوری منفک شود، یاد شده‌است.
لینک فیلم مستند «تا گل آقا شدن»-  https://telewebion.com/episode/0x6453fcb
لینک مستند فیلم «راز گل آقا» https://www.aparat.com/v/z080i6c